# Eilish McColgan
Eilish McColgan (* 25. November 1990 in Dundee) ist eine schottische Leichtathletin, die im Mittel- und Langstreckenlauf antritt. Zu ihren größten Erfolgen zählt der Sieg über 10.000 Meter bei den Commonwealth Games 2022 sowie drei Medaillen bei Europameisterschaften über 5000 und 10.000 Meter.

## Berufsweg
McColgan schloss 2013 erfolgreich ein Studium der Mathematik und Buchhaltung an der University of Dundee ab.

## Sportliche Laufbahn
Erste internationale Erfahrungen sammelte Eilish McColgan bei den Commonwealth Youth Games 2008 in Pune, bei denen sie in 9:58,42 min den achten Platz im 3000-Meter-Lauf belegte und über 1500 Meter in der ersten Runde ausschied. 2011 erreichte sie bei den U23-Europameisterschaften in Ostrava im Hindernislauf das Finale und belegte dort in 9:52,02 min den sechsten Platz. Zwischen 2012 und 2014 wurde McColgan Britische Meisterin im Hindernislauf. 2012 konnte sie sich im 3000-Meter-Hindernislauf für die Olympischen Spiele in London qualifizieren, scheiterte dort jedoch mit 9:54,36 min in der Vorrunde. 2013 erzielte McColgan bei den Weltmeisterschaften in Moskau eine neue Bestzeit und gelangte ins Finale, in dem sie in 9:37,33 min den zehnten Platz erreichte. 2014 nahm sie erstmals an den Commonwealth Games im heimischen Glasgow teil und wurde in 9:44,65 min Sechste. Seitdem konzentrierte sich McColgan mehr und mehr auf die flachen Mittel- und Langstreckendistanzen. Mit einer neuen persönlichen Bestleistung im Mai 2016 über 3000 Meter konnte sich McColgan für die Europameisterschaften in Amsterdam qualifizieren, bei denen sie in 15:28,83 min Rang sechs im 5000-Meter-Lauf belegte. Auch einer Qualifikation für die Olympischen Spiele in Rio de Janeiro stand nichts entgegen; dort gelangte sie als einzige britische Vertreterin bis ins Finale, in dem sie in 15:12,09 min den 13. Rang belegte. 2017 startete McColgan als Britische Hallenmeisterin über 3000 Meter ins Jahr. International gewann sie bei den Halleneuropameisterschaften in Belgrad in 8:47,43 min die Bronzemedaille im 3000-Meter-Lauf hinter ihrer Landsfrau Laura Muir und Yasemin Can aus der Türkei. Sie qualifizierte sich über 5000 Meter für die Weltmeisterschaften in London und erreichte dort im Vorlauf eine neue Bestleistung, mit der sie sich einen Finalplatz erkämpfte. Dort klassierte McColgan sich mit 15:00,43 min auf dem zehnten Rang. 2018 wurde sie zu Jahresbeginn Britische Hallenmeisterin über 1500 Meter. International schied sie bei den Hallenweltmeisterschaften in Birmingham im 1500-Meter-Lauf in der ersten Runde aus und wurde über 3000 Meter in 9:01,32 min Zehnte. Anfang April nahm McColgan erneut an den Commonwealth Games im australischen Gold Coast teil und wurde sowohl über 1500 Meter als auch über 5000 Meter Sechste. Im August gewann sie bei den Europameisterschaften in Berlin in 14:53,05 min die Silbermedaille hinter der Niederländerin Sifan Hassan.
2019 wurde McColgan Britische Meisterin über 5000 Meter. Damit qualifizierte sie sich für die Weltmeisterschaften in Doha, bei denen sie mit 14:46,17 min im Finale den zehnten Platz belegte. Im Mai 2020 gab McColgan bekannt, dass sie zukünftig auf der Marathondistanz an den Start gehen möchte, will aber zunächst 2021 bei den Olympischen Spielen in Tokio jedoch noch über 5000 oder 10.000 Meter antreten und erst 2024 bei den Olympischen Spielen in Paris beim Marathonlauf konkurrieren. 2021 siegte sie in 14:52,44 min über 5000 Meter beim USATF Grand Prix und verbesserte dann Anfang Juli bei den Bislett Games den britischen Landesrekord, den bisher ihre Mutter innehatte, auf 14:28,55 min. Sie war damit eine Außenseiterkandidatin für die Olympischen Spiele in Tokio, kam dort aber im Vorlauf über 5000 Meter zu Sturz und verpasste damit den Finaleinzug. Sie ging auch über 10.000 Meter an den Start und erreichte dort nach 31:04,46 min Rang neun. Im April 2022 siegte sie in 14:45 min über 5 km auf der Straße beim META : TIME : TRIALS in Málaga und Anfang Juni siegte sie in 30:19,02 min bei den FBK Games. Anschließend erreichte sie bei den Weltmeisterschaften in Eugene das Finale über 5000 Meter und belegte dort in 15:03,03 min den elften Platz und über 10.000 Meter wurde sie in 30:34,60 min Zehnte. Anschließend siegte sie bei den Commonwealth Games in Birmingham in 30:48,60 min über 10.000 Meter und gewann in 14:42,14 min die Silbermedaille hinter der Kenianerin Beatrice Chebet. Daraufhin gewann sie bei den Europameisterschaften in München in 30:41,05 min die Silbermedaille über 10.000 Meter hinter der Türkin Yasemin Can und über 5000 Meter sicherte sie sich in 14:59,34 min die Bronzemedaille hinter der Deutschen Konstanze Klosterhalfen und Can. 2023 stellte sie mit 30:00,86 min einen neuen Landesrekord über 10.000 Meter auf, musste daraufhin aber verletzungsbedingt die Saison beenden. Im Jahr darauf kam sie bei den Europameisterschaften in Rom über 10.000 Meter nicht ins Ziel. Im August wurde sie bei den Olympischen Spielen in Paris in 31:20,51 min 15. über 10.000 Meter.
In den Jahren von 2012 bis 2014 wurde McColgan britische Meisterin über 3000 Meter Hindernis sowie 2019 im 5000-Meter-Lauf. Zudem wurde sie 2017 Hallenmeisterin über 3000 Meter und 2018 im 1500-Meter-Lauf.

## Familie
Eilish McColgan ist die Tochter der schottischen Langstreckenläufer Liz McColgan-Nuttal und Peter McColgan.

## Persönliche Bestleistungen
(Stand: April 2023)
Halle
- 1500 Meter: 4:08,07 min, 8. Februar 2018 in Madrid
- 3000 Meter: 8:43,02 min, 18. Februar 2017 in Birmingham

Freiluft
- 1500 Meter: 4:00,97 min, 16. Juni 2019 in Rabat
- 1 Meile: 4:24,71 min, 18. August 2019 in Birmingham
- 3000 Meter: 8:31,00 min, 20. August 2017 in Birmingham
- 5000 Meter: 14:28,55 min, 1. Juli 2021 in Oslo (britischer Rekord)
- 10.000 Meter: 30:00,86 min, 5. März 2023 in San Juan Capistrano (britischer Rekord)
- 3000 Meter Hindernis: 9:35,82 min, 10. August 2013 in Moskau
- 5 Kilometer: 14:45 min, 24. April 2022 in Málaga (britischer Rekord)
- 10 Kilometer: 30:19 min, 22. Mai 2022 in Manchester (britischer Rekord)
- 10 Meilen (Straße): 50:43 min, 17. Oktober 2021 in Portsmouth (britische Bestleistung)
- Halbmarathon: 1:05:43 h, 2. April 2023 in Berlin (britischer Rekord)